# Ninawa
Ninawa of Ninive (Arabisch: نينوى) is een provincie in het noordwesten van Irak. De provincie heeft een oppervlakte van 32.308 km² en ongeveer 3,5 miljoen inwoners (2005). De hoofdstad is Mosoel, de op twee na grootste stad van Irak. Aan de rand van Mosoel liggen de ruïnes van Ninive, de beroemde stad uit de Oudheid waarnaar de provincie is genoemd.
De bevolking van de provincie bestaat grotendeels uit soennitische Arabieren, Assyriërs en Koerden.
Mosul was vroeger een deel van groot koerdistan.